# کتاب‌های پهلوی
کتاب‌های پهلوی در سه سدهٔ نخست هجری ترجمه و تفسیر نسک‌های اوستا، کتاب‌های اخلاقی و دینی و تاریخی و جغرافیایی و ادبی و علمی و حکمت و موعظه است و بیشتر مربوط به سده‌های هفتم تا نهم میلادی است. بسیاری از این کتاب‌ها به عربی ترجمه شده است .